# Atanycolus anocomidis
Atanycolus anocomidis är en stekelart som beskrevs av Joseph Augustine Cushman 1931. Atanycolus anocomidis ingår i släktet Atanycolus och familjen bracksteklar. Inga underarter finns listade.